# زیردریایی یو-۱۲۲۷
زیردریایی یو-۱۲۲۷ (به انگلیسی: German submarine U-1227) یک زیردریایی بود که طول آن ۷۶٫۷۶ متر (۲۵۱ فوت ۱۰ اینچ) و ارتفاع آن ۹٫۶ متر (۳۱ فوت ۶ اینچ) بود. این زیردریایی در سال ۱۹۴۳ ساخته شد.